# Municipio de Freedom (condado de Republic)
El municipio de Freedom (en inglés: Freedom Township) es un municipio ubicado en el condado de Republic en el estado estadounidense de Kansas. En el año 2010 tenía una población de 167 habitantes y una densidad poblacional de 1,85 personas por km².

## Geografía
El municipio de Freedom se encuentra ubicado en las coordenadas 39°52′25″N 97°38′59″O / 39.87361, -97.64972. Según la Oficina del Censo de los Estados Unidos, el municipio tiene una superficie total de 90.21 km², de la cual 90,02 km² corresponden a tierra firme y (0,21 %) 0,19 km² es agua.

## Demografía
Según el censo de 2010, había 167 personas residiendo en el municipio de Freedom. La densidad de población era de 1,85 hab./km². De los 167 habitantes, el municipio de Freedom estaba compuesto por el 95,21 % blancos, el 4,79 % eran afroamericanos. Del total de la población el 2,99 % eran hispanos o latinos de cualquier raza.